# Ennin
Ennin (圓仁 o 円仁; 793 o 794 d.C. – 864), che in Giappone è meglio noto con il suo nome postumo, Jikaku Daishi (慈覺大師), è stato un monaco e filosofo buddista giapponese, sacerdote della scuola Tendai.

## Nascita e origine
Nacque nella famiglia Mibu (壬生) nell'odierna prefettura di Tochigi, Giappone, ed entrò nel clero buddista a Enryaku-ji sul Monte Hiei (Hieizan) vicino a Kyoto all'età di quattordici anni.

## Viaggio in Cina
Nell'838, Ennin fu nella comitiva che accompagnò la missione diplomatica di Fujiwara no Tsunetsugu presso la corte imperiale della dinastia Tang. Il viaggio in Cina segnò l'inizio di una serie di tribolazioni e di avventure.
Inizialmente, studiò sotto due maestri e trascorse qualche tempo presso Wutaishan (五臺山; giapponese: Godaisan), una catena montuosa famosa per i suoi numerosi templi buddisti nella provincia di Shanxi in Cina. In seguito andò a Chang'an (giapponese: Chōan), allora capitale della Cina, dove fu ordinato in entrambi i rituali maṇḍala. Scrisse anche dei suoi viaggi per nave mentre navigava lungo il Gran Canale della Cina.
Ennin era in Cina quando l'imperatore antibuddista Wu Zong di Tang prese il trono nell'840, e visse durante la grande persecuzione antibuddista dell'842-846. In conseguenza della persecuzione, fu deportato dalla Cina, ritornando in Giappone nell'847.

## Ritorno in Giappone
Nell'847 ritornò dunque in Giappone, e nell'854 divenne il terzo abate della setta Tendai a Enryakuji, dove costruì edifici per custodire i sutra e gli strumenti religiosi che aveva riportato dalla Cina. La sua dedizione nell'espandere il complesso monastico e i suoi corsi di studio assicurarono alla scuola Tendai una rilevanza unica in Giappone. Dal punto di vista dottrinario, benché il suo principale contributo sia stato di rafforzare la tradizione tantrica buddista di Tendai, le pratiche di recitazione della Terra Pura (nenbutsu) che introdusse aiutarono anche a gettare le fondamenta per i movimenti indipendenti della Terra Pura del successivo periodo Kamakura (1185-1333). Ennin fondò anche il tempio di Ryushakuji a Yamadera.

## Opere letterarie
Ennin scrisse più di cento libri. Il suo diario dei viaggi in Cina, Nittō Guhō Junrei Kōki (入唐求法巡礼行記?), fu tradotto in inglese dal professor Edwin O. Reischauer sotto il titolo Ennin's Diary: The Record of a Pilgrimage to China in Search of the Law ("Il diario di Ennin: cronaca di un pellegrinaggio in Cina alla ricerca della legge"). A volte annoverato tra i migliori diari di viaggio della letteratura mondiale, è una fonte essenziale di informazioni sulla vita nella Cina dei Tang e nella Corea dei Silla e offre un raro sguardo fugace sulla personalità dei Silla Jang Bogo.